# Massimiliano Doria
Massimiliano Doria (1500 circa – Noli, 1572) è stato un vescovo cattolico italiano, vescovo di Noli dal 25 febbraio 1549 al 1572.

## Biografia
Sotto il pontificato di papa Paolo III intervenne al Concilio di Trento. Durante il suo episcopato decise di restaurare profondamente il palazzo del vescovado di Noli, che si trovava a quell'epoca in condizioni di degrado. I lavori ebbero inizio nel 1554 e sono ricordati da una lapide ancora esistente, posta all'interno del palazzo.